# 黄鹤楼

黄鹤楼

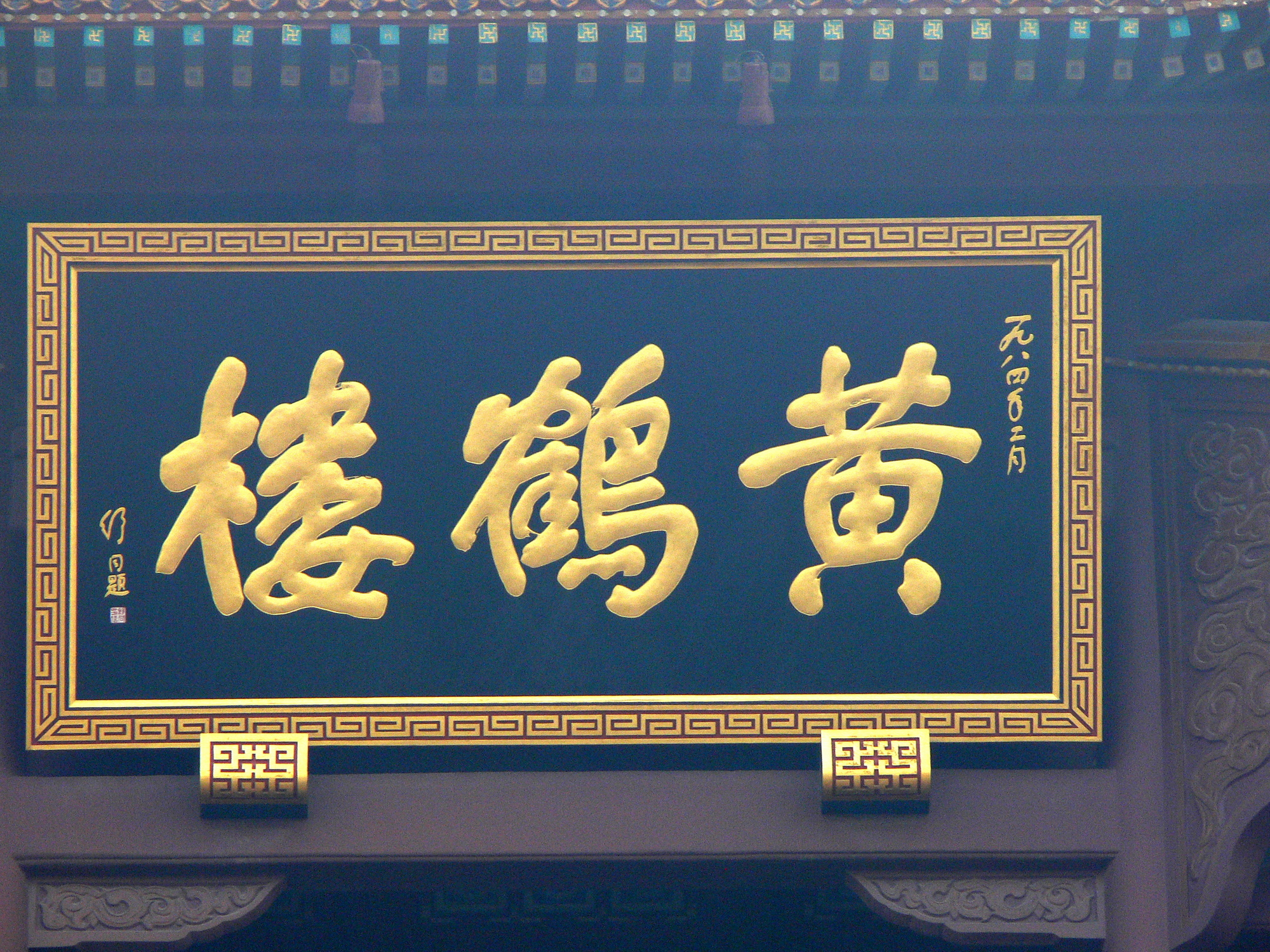
黄鹤楼匾额

黄鹤楼位于中华人民共和国湖北省武汉市武昌蛇山上，与湖南岳阳楼、江西滕王阁合称江南三大名楼，是中国国家旅游胜地四十佳之一。黄鹤楼被称为“天下绝景”，这一称谓源自宋徽宗的一幅画“天下绝景黄鹤楼”。始建于三国时代吴黄武二年（公元223年），自初代開始，距今已有1800年历史，历代屡修屡毁，上一代為三層式，毀於1884年，黄鹤楼原址靠近江边，被选用为武汉长江公铁两用大桥的引桥起点，现在的黄鹤楼是于1985年异址重建的。最新一代版黄鹤楼共5层，高51.4米。

## 历史沿袭

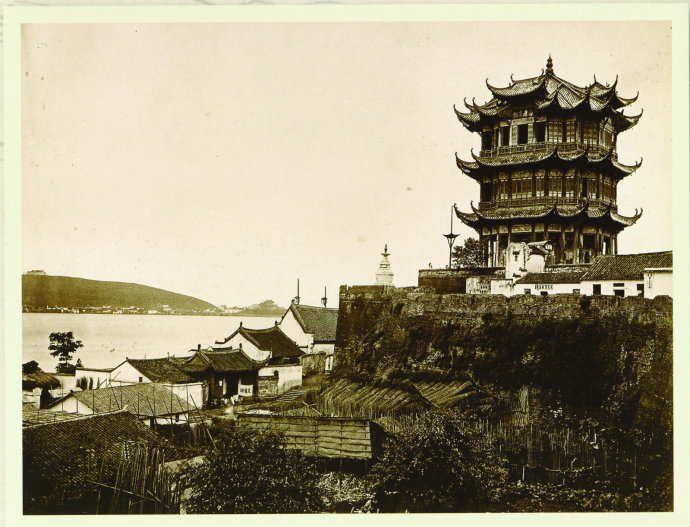
黄鹤楼，摄于1870年代

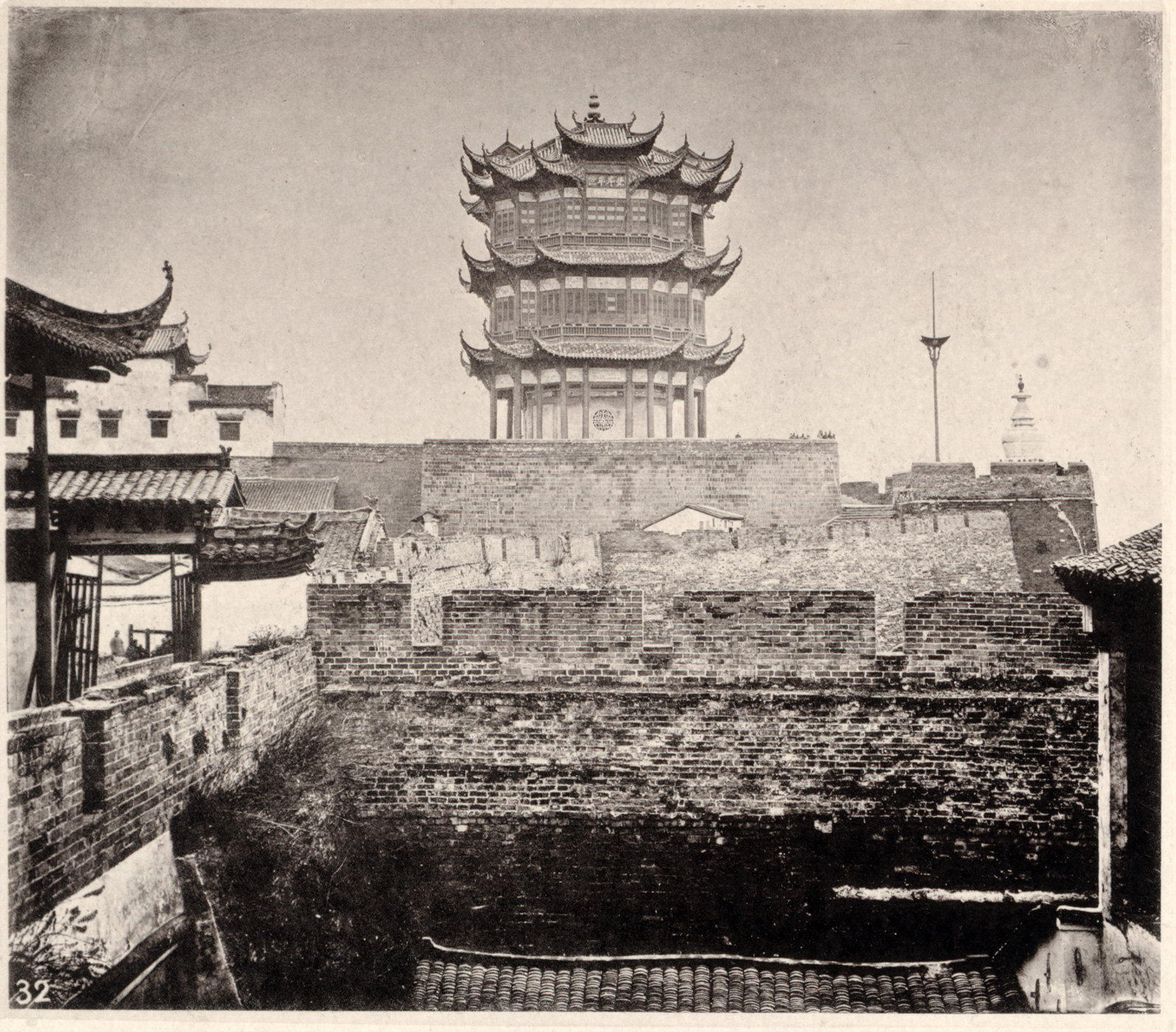
1871年的黄鹤楼

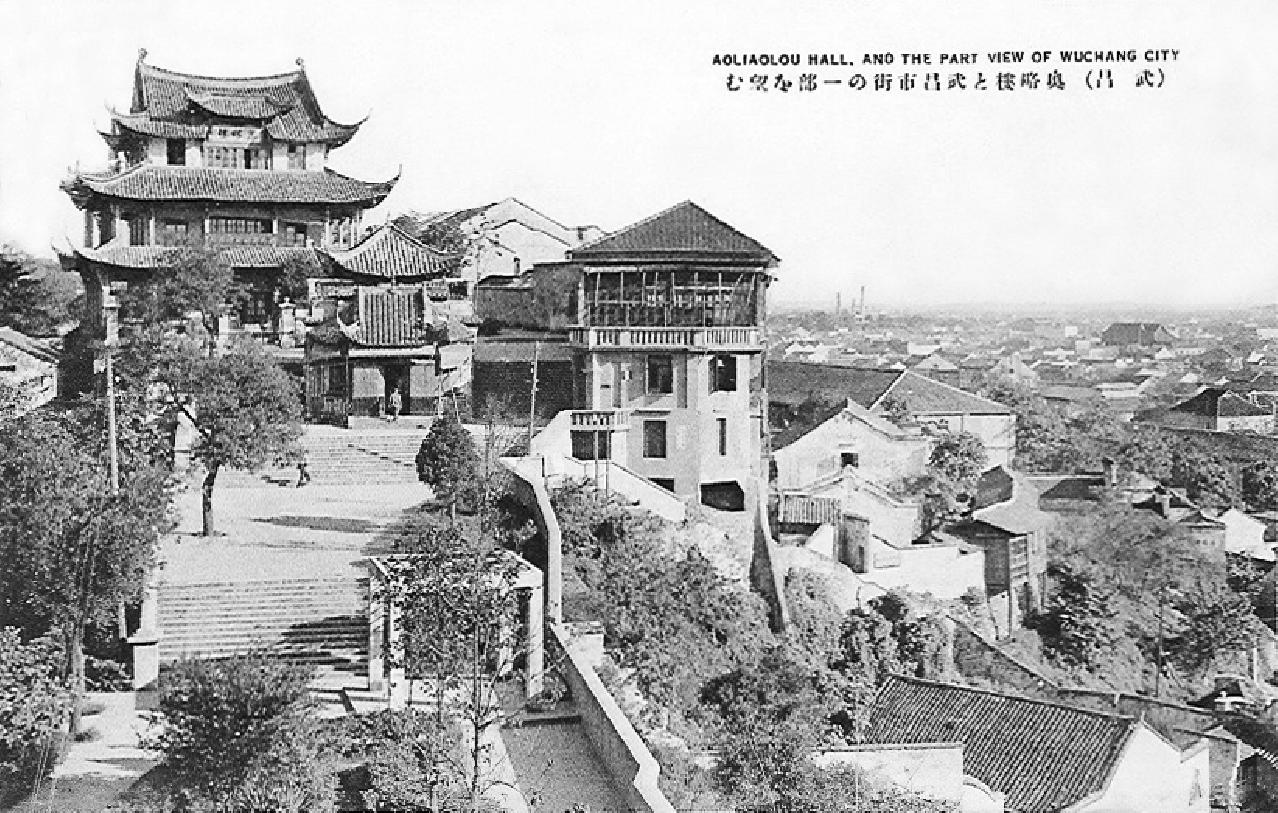
张之洞担任湖广总督时在黄鹤楼原址上兴建的奥略楼

黄鹤楼原址在湖北省武昌蛇山黄鹤矶头，始建于三国时代东吴黄武二年（223年）。《元和郡县图志》记载：孙权始筑夏口故城，“城西临大江，江南角因矶为楼，名黄鹤楼。”是为了军事目的而建。而据《极恩录》记载说原为辛氏开设的酒店。
唐永泰元年（765年），黄鹤楼已具规模，然而兵火频繁，黄鹤楼屡建屡废，仅在明清两代，就被毁7次，重建和维修了10次。有“国运昌则楼运盛”之说。
明洪武四年至十四年（1371~1381），江夏侯周德兴主持湖广时重建黄鹤楼。成化年间，都御史吴琛修葺。嘉靖四十五年（1566），楼毁于火灾。隆庆五年（1571），都御史刘悫重建黄鹤楼。
清康熙二十年（1681），楼遭雷击起火，被及时扑灭。康熙四十一年（1702），楼再遭雷击后坍塌，后总督喻成龙、巡抚刘殿衡主持重建。后有多次修葺。咸丰六年（1856），黄鹤楼毁于太平军战火。同治七年（1868），总督官文、李瀚章，巡抚郭伯荫主持重建黄鹤楼。光绪十年（1884），黄鹤楼火灾被焚，仅存攒尖铜顶。
黄鹤楼从北宋至1950年代，还曾作为道教的名山圣地，是吕洞宾传道、修行、教化的道场。《道藏·历世真仙体道通鉴》言 ：“吕祖以五月二十日登黄鹤楼，午刻升天而去。故留成仙圣迹。”《全真晚坛课功经》中称其为“黄鹤楼头留圣迹”。 
古黄鹤楼“凡三层，计高九丈二尺，加铜顶七尺，共成九九之数”。

## 现况

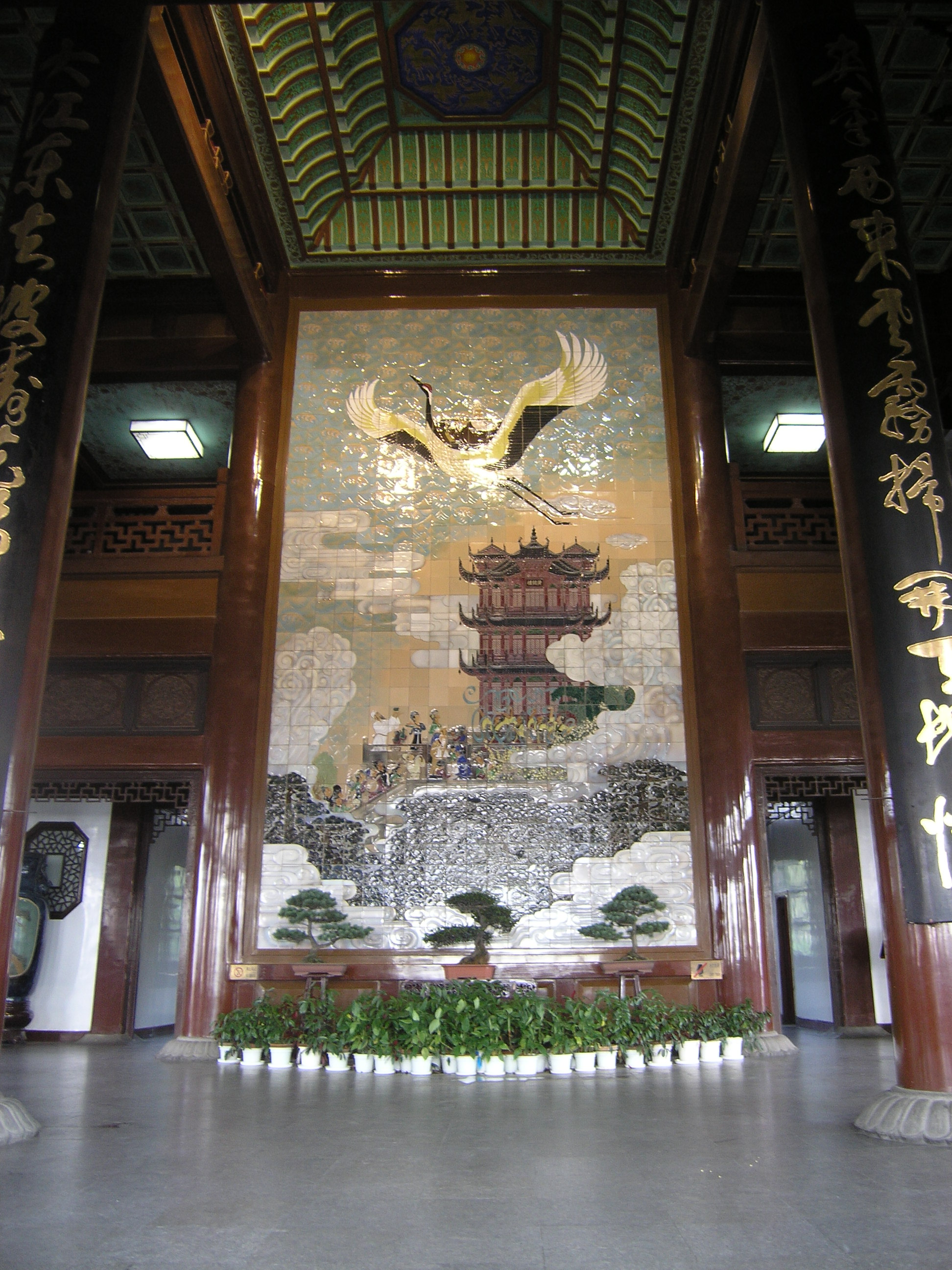
白云黄鹤

1957年建长江大桥武昌引桥时，拆除黄鹤楼遗址上廢墟，並占用了黄鹤楼旧址作为桥基，1981年10月武汉市政府决定根据历史资料重建黄鹤楼，专家决定在距旧址约1千米左右的蛇山峰岭上重建新的黄鹤楼。1985年6月，經百年後又重新落成，成为武汉市的标志性建筑。新楼共五层，加5米高的葫芦形宝顶，高51.4米，攒尖顶，层层飞檐，比古楼高出将近20米。古楼底层“各宽15米”，而新楼底层则是各宽30米。現代版本整个楼体都是用钢筋混凝土建成的仿古建築，內有電梯方便老弱殘疾。
新黄鹤楼的楼层内外绘有以仙鹤为主体，云纹、花草、龙凤等为陪衬的图案。第一层大厅的正面墙壁，是一幅以“白云黄鹤”为主题的巨大陶瓷壁画。两旁立柱上悬挂着长7米的楹联：
爽气西来，云雾扫开天地撼；
大江东去，波涛洗净古今愁。
第二层是用大理石镌刻的《黄鹤楼记》，记述了楼的兴废沿革和名人軼事。此外还有“孙权筑城”、“周瑜设宴”等壁画。第三层大厅内是“绣画像”壁画，描绘了中国古代诗人李白、白居易、陆游、岳飞等人的形像，摘录了他们吟咏黄鹤楼的名句。现在的黄鹤楼被改建为黄鹤楼公园，在主楼周围还建有胜象宝塔、碑廊、山门等建筑，占地约150亩。楼前牌坊上写「三楚一楼」四个大字，楼台基旁立有两座碑亭，石碑上记载着重建黄鹤楼的业绩与今人写的「重修黄鹤楼记」。 
2003年2月，黄鹤楼开始进行1985年重建以来的首次大规模整修。此次整修主要是对楼顶的四块牌匾进行维修，在保持字迹不变的情况下对牌匾重新复制。

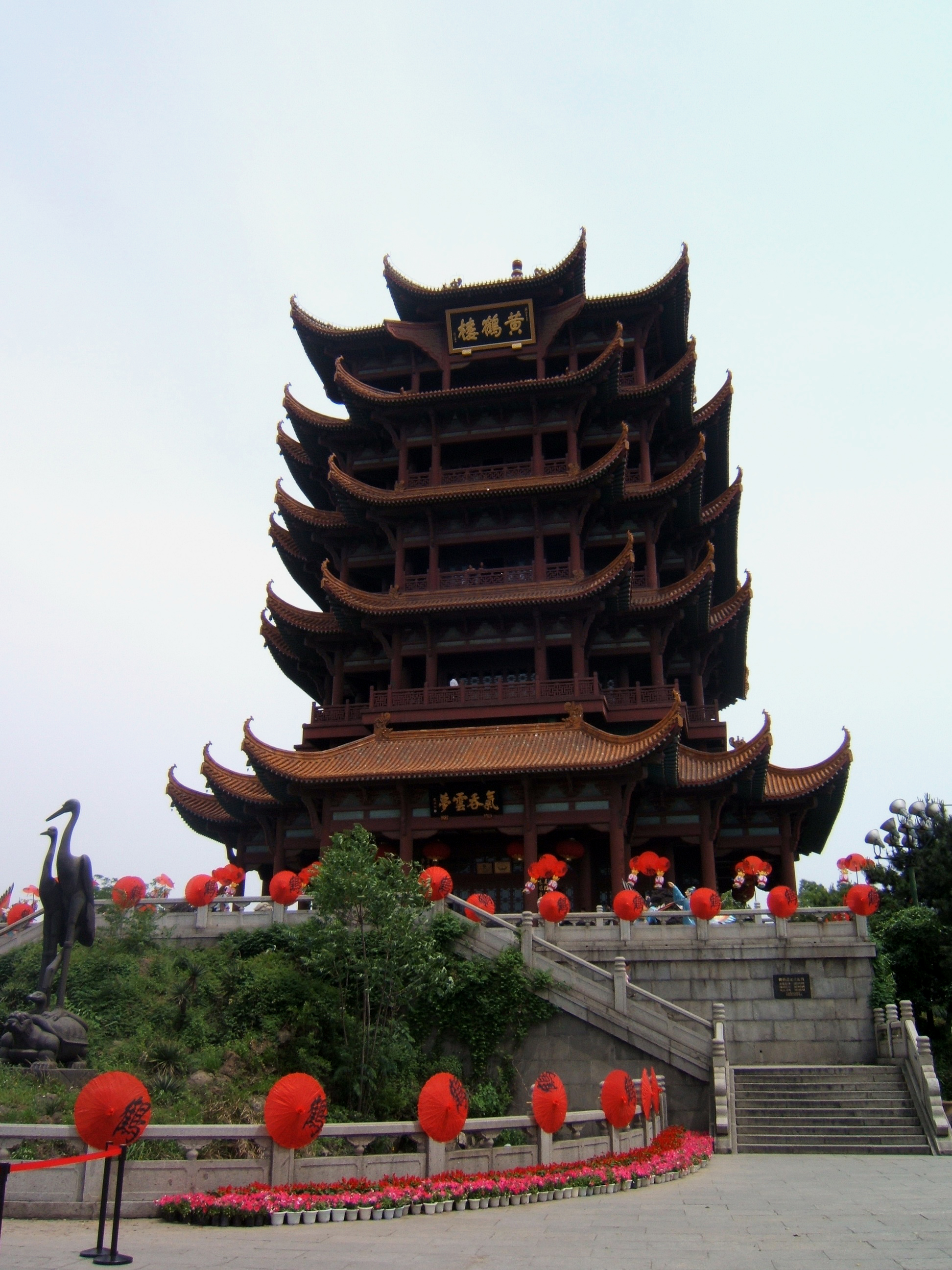
黄鹤楼

遊客如欲參觀黃鶴樓，需繳付入場費。2017年時入場費為人民幣80元。
2023年7月，成人票价：70元，提前一天手机购票65元。学生、60-65岁老人、6-18岁儿童半价35元。65岁以上老人，6岁以下儿童免票。
现存版本黄鹤楼于2023年被列入“第六批武汉市文物保护单位推荐申报名录”，但最终未列入第六批武汉市文物保护单位。

## 历代吟诵

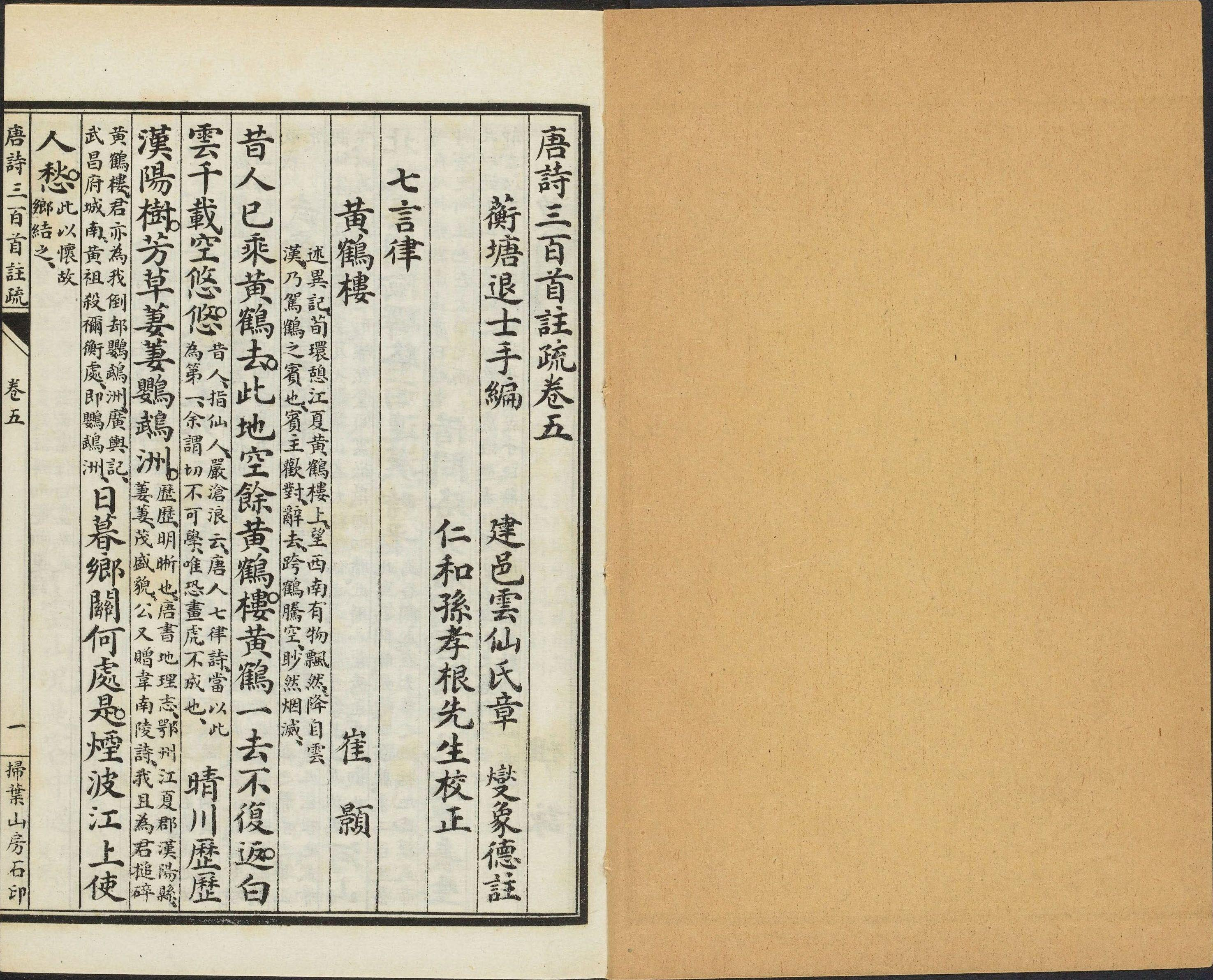
《唐诗三百首注疏》中的崔颢《黄鹤楼》，民国二十年上海扫叶山房石印本

黄鹤楼被中国历代许多著名诗人吟诗颂赞，享有“天下绝景”的盛誉。历代名士崔颢、李白、白居易、贾岛、陆游、杨慎、张居正等，都先后到这里吟诗作赋，其中崔颢的《黄鹤楼》诗更使黄鹤楼名扬天下。
崔颢《黄鹤楼》诗：

昔人已乘黃鶴去，此地空餘黃鶴樓。 
黃鶴一去不復返，白雲千載空悠悠。 
晴川歷歷漢陽樹，芳草萋萋鸚鵡洲。 
日暮鄉關何處是？煙波江上使人愁。

李白《黄鹤楼送孟浩然之广陵》诗：

故人西辞黄鹤楼，
烟花三月下扬州。
孤帆远影碧空尽，
唯见长江天际流。

## 传说
关于黄鹤楼的传说有很多。《齐谐志》记载，仙人王子安乘黄鹤经过这里的一座山，因此山名黄鹤。后来有人在山上造了一座楼，名为黄鹤楼。《述异记》上说，荀环喜好神仙之术，曾在黄鹤楼上看见有仙人乘坐黄鹤从天而降，仙人同他一起饮酒，然后乘鹤而去。《鄂州图经》说，费袆登仙之后，曾经乘坐黄鹤到此休息。